# 酸碱电子理论
酸碱电子理论，也称广义酸碱理论、路易斯酸碱理论，是1923年美国化学家吉尔伯特·路易斯提出的一种酸碱理论。该理论认为：凡是可以接受外来电子对的分子、基团或离子为酸（路易斯酸，L酸）；凡可以提供电子对的分子、基团或离子为碱（路易斯碱，L碱）。因為跳脫了限定氫離子與氫氧根的酸鹼概念，这种理论包含的酸碱范围很广，但是，它对确定酸碱的相对强弱来说，没有统一的标度，对酸碱的反应方向难以判断。后来，拉爾夫·皮爾森提出的软硬酸碱理论弥补了这种理论的缺陷。
常見的路易斯酸有：
- 正离子、金属离子：钠离子、烷基正离子、硝基正离子
- 氯化鋁、氯化鐵、三氟化硼、五氯化鈮以及鑭系元素的三氟甲磺酸盐。

常見的路易斯鹼有：
- 负离子：卤离子、氢氧根离子、烷氧基离子、烯烃、芳香化合物
- 氨氣、水、氟離子、氰離子、一氧化碳。

## 路易斯酸

### 物理性质
路易斯酸，简称L酸，其多具腐蝕性。氯化锌，對纖維素具腐蝕性，是一個路易斯酸腐蝕性的典型例子。由於水显路易斯鹼性，多數路易斯酸會和水反應并產生具有布仑斯惕酸性的水合物。因此，很多路易斯酸的水溶液都是呈布仑斯惕酸性的。水合物中的路易斯酸與水分子之間有強的化學鍵連系著，因此很難把路易斯酸水合物乾燥，即使路易斯酸水合物通常是可分离出的化合物。例如，如果试图加熱干燥金属氯化物（路易斯酸）中的水分，則会生成氯化氫及其金屬的氫氧化物。

### 化学性质
親電試劑或電子受體都是路易斯酸。路易斯酸通常含低能量LUMO（最低未占轨道），會與路易斯鹼的HOMO（最高占有轨道）反应。它與布仑斯惕-劳里酸不同的是，路易斯酸并不一定需要有质子（H+）的轉移，對路易斯酸理論來說，所有親電試劑都可以叫做路易斯酸（包括H+）。雖然所有布仑斯惕-劳里酸都屬於路易斯酸，但实际上路易斯酸這個名詞多指那些不屬於布仑斯惕-劳里酸的路易斯酸。
路易斯酸的化學反應活性可以用软硬酸碱理论來判斷。現時科學家仍沒有知道路易斯酸“強度”的通用定義，這是因為路易斯酸的強度與其特有的路易斯鹼的反應特性有關。一個模型 曾以气态路易斯酸对氟离子的亲合能来預測路易斯酸的強度，从而得出在常见可分离出的路易斯酸中，以SbF5（五氟化銻）的路易斯酸性最强。氟离子是“硬”的路易斯鹼，氯离子及一些較“軟”的路易斯鹼，以及溶液中的路易斯酸性，都受到计算复杂的限制而較難研究。

### 酸根型配合物
酸根型配合物（Ate complex）是指路易斯酸與特定的鹼生成的中心原子價升高的盐。 英文有机化學命名法中，ate這個字是一個後輟，用在被描述的原子上。例如，硼化合物的酸根型配合物被叫作borate硼酸盐。因此，三甲基硼烷可和甲基鋰反應生成酸根型配合物Me4B−Li+。這個概念是由格奥尔格·维蒂希在1958年引入的。 相似地，路易斯鹼可以生成鎓盐。

## 路易斯鹼
氢键X—H…Y中的电子给予体Y是路易斯碱，简称L碱。路易斯碱在有机反应中为亲核试剂。若路易斯碱与路易斯酸反应，形成配合物时，路易斯碱为配体。

## 优缺点

### 优点
酸碱电子理论扩大了酸碱范围，可把酸碱概念用于许多有机反应和无溶剂反应

### 缺点
如果选择不同的反应对象，酸碱的强弱次序可能不同，它对确定酸碱的相对强弱来说，没有统一的标度，因此对酸碱的反应方向难以判断。

## 延伸閱讀
- The Lewis acid-base concepts: an overview, 1980, ISBN 0-471-03902-0
- Selectivities in Lewis acid promoted reactions, 1989, ISBN 0-7923-0452-7
- Lewis acid reagents: a practical approach, 1999, ISBN 0-19-850099-8